# Алі Сахлул
Алі Ахмед Сахлул (англ. Ali Ahmed Sahloul) — суданський політик та дипломат. Міністр закордонних справ Судану (з липня 1989 по лютий 1993). Був послом Судану в Індії. Був заступником Постійного представника Судану при ООН в Нью-Йорку. Брав участь та головував на 44-ті сесії Генеральної асамблеї ООН 29 вересня 1989 року.